# Tiago Pereira Cardoso
Tiago Pereira Cardoso (Ciudad de Luxemburgo, 7 de abril de 2006) es un futbolista luxemburgués que juega en la demarcación de portero para el Borussia Mönchengladbach de la 1. Bundesliga.

## Selección nacional
Tras jugar con la selección de fútbol sub-15 de Luxemburgo y la sub-17, hizo su debut con la selección absoluta el 9 de junio de 2023 en un partido amistoso contra Malta que finalizó con un resultado de 0-1 a favor del combinado maltés tras el gol de Kyrian Nwoko.

## Clubes
| Club                        | País     | Año       | Partidos | Goles |
| --------------------------- | -------- | --------- | -------- | ----- |
| Borussia Mönchengladbach II | Alemania | 2023-2025 | 3        | 0     |
| Borussia Mönchengladbach    | Alemania | 2025-     | 5        | 0     |